# Курбский район
Курбский район — административно-территориальная единица в составе Ярославской области, существовавшая в 1944—1957 годах. Центр — село Курба.
Курбский район был образован 17 марта 1944 года в составе Ярославской области из частей Борисоглебского, Большесельского, Гаврилов-Ямского, Тутаевского и Ярославского районов.
В состав района вошли сельсоветы: Алексейцевский, Бакановский, Баневский, Дмитриевский, Дорожаевский, Дряхловский, Ефремовский, Звенячевский, Кощеевский, Курбский, Меленковский, Раменский, Резанинский, Титовский, Ширинский, Шопшинский, Щекотовский и Юриснкий.
В том же году из Кощеевского с/с был выделен Ильинский с/с.
В 1954 году Шопшинский с/с был передан в Гаврилов-Ямский район. Кощеевский с/с был присоединён к Ильинскому, Алексейцевский — к Дорожаевскому, Щекотовский — к Бакановскому, Звенячевский — к Титовскому, Дмитриевский — к Ширинскому, Ефремовский — к Меленковскому, Юринский — к Курбскому. Баневский, Дряхловский и Резанинский с/с были объединены в Мордвиновский с/с.
15 ноября 1957 года Курбский район был упразднён, а его территория разделена между Большесельским, Борисоглебским, Гаврилов-Ямским, Тутаевским и Ярославским районами.